# José Hilário Retamozo
José Hilário Ajalla Retamozo (São Borja, 13 de janeiro de 1940 — Porto Alegre, 19 de setembro de 2004) foi um escritor brasileiro regionalista e nativista, professor, ensaísta, poeta e compositor. Foi casado com a advogada e também poetisa Aldira Correa Retamozo, com quem teve cinco filhos.   

## Biografia
Retamozo foi sócio-fundador da Estância da Poesia Crioula e respectivo Presidente em três gestões: 1982-1986, 1992-1994 e 2000-2002. Foi Diretor do Instituto Estadual do Livro entre 1991 e 1993. E membro da Academia Rio-Grandense de Letras, onde ocupou a cadeira número 40 e desenvolveu renomada atividade literária.    
Coronel da Brigada Militar, corporação à qual se dedicou com distinção por 35 anos, Retamozo foi também professor da Academia de Polícia Militar do Rio Grande do Sul. Autor de diversas canções brigadianas, é conhecido nacionalmente nas Polícias Militares do Brasil pelo poema “De Braços Abertos”.   
Ensaísta, poeta e compositor, seus livros ultrapassaram os 35 mil exemplares distribuídos. De sua obra literária destacam-se: Reduto de Bravos, Rodeio do Tempo, Provincianas, Lua Andarenga, Rodeio Geral, Rodeio Crioulo, Cantos Provincianos, Canto Livre - Poesias; Décimas e Milongas, Canto de Amor a São Borja, Garruchas Cruzadas; Seis Combates e uma Invasão; Nós e a Legalidade; ABC do Brigadiano, ABCdário Leonístico e ABC do 4º Dia. 
No meio poético, é considerado como pertencente à linha mais refinada da poesia gaúcha. Laureado em diversos festivais de música e poesia, coleciona mais de uma centena de troféus e prêmios: 1º lugar na Califórnia da Canção Nativa de Uruguaiana; 1º lugar em Poesias Inéditas no Rodeio Internacional de Vacaria; vencedor do Festival da Barranca de São Borja; premiado na Tafona da Canção Nativa e Sesmaria da Poesia Gaúcha de Osório, na Tertúlia Nativista de Santa Maria, na Reculuta da Canção Crioula de Guaíba, na Coxilha Nativista de Cruz Alta, dentre outros. Frequentemente era convidado para compor o júri em diversos concursos literários e festivais musicais no Estado do Rio Grande do Sul.  
Suas inúmeras composições musicais encontram-se dispersas em vários discos dos festivais de música nativista que participou. Destacam-se: Canção dos Arrozais, Pilão, Últimas Carretas, Romance de Ana Terra, Sentimento Nativo, Só Restou, Tapejaras do Amanhã, Minha Terra, Poncho Molhado, Meus Pagos. Além de hinos de alguns municípios do Estado, tais como Rosário do Sul, São Luiz Gonzaga e São Miguel das Missões. Em 2002, o poeta e compositor teve parte de sua obra musical editada em uma coletânea (CD lançado pela gravadora USA Discos), em um projeto denominado "Autores Gaúchos". 
Pelo excelente trabalho desenvolvido no cenário cultural rio-grandense, Retamozo foi citado em obras literárias de âmbito nacional, inclusive na Enciclopédia de Literatura Brasileira, do professor Afrânio Coutinho.
Em 1998, o "Coronel Retamozo" formou-se em Direito pela Pontifícia Universidade Católica do Rio Grande do Sul (PUCRS).
Em 16 de setembro de 2002, Retamozo recebeu a Medalha Simões Lopes Neto, honraria do Governo do Rio Grande do Sul a personalidades de destacada importância para a cultura do Estado.
José Hilário Ajalla Retamozo era diabético e tinha Mal de Alzheimer. Sua morte foi ocasionada por uma parada cardio-respiratória, às 15h15min do dia 19/09/2004. O poeta e compositor foi sepultado no dia 20 de Setembro de 2004, a data mais importante do ano para o gaúcho e tradicionalista que foi desde guri. 
A Lei Municipal nº 10.072, de 23 de outubro de 2006, denomina Rua José Hilario Retamozo um logradouro público localizado no Bairro Mário Quintana, em Porto Alegre. 
Retamozo era qualificado como um poeta de rara sensibilidade, comprometido com suas raízes. Nas palavras do amigo e ilustre poeta Aparício Silva Rillo, no prefácio de seu livro O Tesouro dos Jesuítas:  
"O poeta se propõe a inventariar o muito que ainda falta desde a objetiva sensível dos nossos poetas. Como todo o artista, Retamozo molda à sua maneira o barro sensível que a inspiração e a sensibilidade lhe colocam às mãos. O índio e o padre que canta no seu verso foram, talvez intencionalmente, desvestidos de sua condição humana, e nos são apresentados numa moldura ideal, retocando-os de sol e distância, luares, mistérios e eternidade. Retamozo é um poeta e, aos poetas, importa mais o mágico que o lógico, mais a projeção da figura que a figura, mais o desenho da pedra que o seu peso." 

## Obras
- Reduto de Bravos – Versos de exaltação à BM (1969);
- Rodeio do Tempo – quatro poemas premiados e mais alguns gauchescos (1970);
- O Dois de Ouro em Rio Pardo – Monografia Militar (1970);
- Lua Andarenga – Poemas (1976);
- Provincianas – Poesias regionais (1976);
- Maragato Louco e Outros Poemas (1978);
- Canto Livre – Poesias (1978);
- Rodeio Geral – Poemas, em parceria com Aldira Retamozo (1978 e 1982 com o título “Rodeio Crioulo”);
- Abecedário Leonístico – Versos, em parceria com Aldira Retamozo (1977);
- ABC do 4º Dia – Versos, em parceria com Aldira Retamozo (1978);
- Antologia da Estância da Poesia Crioula (1970-1987-1990);
- Antologia de Poetas Brigadianos (1981);
- Antologia de Poetas São-Borjenses Natos e Adotivos (1982);
- Cantos Provincianos – Poesias regionais (1980);
- Trovas e Trovões – Versos (1980);
- Décimas e Milongas (1980);
- Alegrete em 4 Poemas (1981);
- ABC do Brigadiano – Versos (1981 e 1982);
- Rodeio Crioulo (1982);
- Canto de Amor a São Borja (1982);
- Garruchas Cruzadas (1982);
- Seis Combates e uma Invasão (1987);
- Nós e a Legalidade (1991).

## Citações
- https://legislacao.portoalegre.rs.gov.br/norma/34543
- https://codigo-postal.org/pt-br/brasil/rs/porto-alegre/logradouro/rua-jose-hilario-retamozo/
- http://www.sesmaria.org.br/sesmaria/5quadra/homenageado.htm
- http://www.estantevirtual.com.br/qau/jose-hilario-retamozo
- http://maragatolouco.blogspot.com/
- http://galpaodapoesiacrioula.blogspot.com/2012/12/jose-hilario-ajalla-retamozo.html
- https://www.bm.rs.gov.br/historia
- https://www.camaravacaria.rs.gov.br/poesias/1978/1978-1.pdf
- https://juntandorimas.com.br/poesias/josehilario/maragatolouco.htm
- http://www.antoniomiranda.com.br/poesia_brasis/rio_grade_sul/JOSe%20HILaRIO%20RETAMOZO.html